# Émilia Masson
Pour les articles homonymes, voir Masson.
Émilia Masson, née Emilija Jovanovic-Slavinski le 24 mai 1940 à Belgrade et morte le 7 août 2017 à Paris est une linguiste et épigraphiste française d'origine yougoslave.
Revendiquant l'héritage de Georges Dumézil, ses travaux portent principalement sur les inscriptions chypriotes, le hittite et l'héritage religieux indo-européen. Son interprétation de la Vallée des Merveilles suscite la polémique.

## Biographie

### Linguiste
Emilija Jovanovic-Slavinski naît le 24 mai 1940 à Belgrade, capitale du royaume de Yougoslavie. Selon elle, c'est son origine serbe qui explique son intérêt pour les langues. Elle fait des études dans son pays natal et en France.
Mariée au linguiste et épigraphiste Olivier Masson, elle prend le nom d'Émilia Masson. En 1966, elle soutient à l'École pratique des hautes études une thèse de troisième cycle consacrée aux emprunts grecs aux langues sémitiques, publiée en 1967. La critique y voit un travail important, plus linguistique qu'historique,,,,,.

### Chypro-minoen
Elle devient chercheur au CNRS en 1972. Elle s'oriente vers l'étude de Chypre et de ses écritures anciennes, domaine des recherches de son mari.
Elle publie des ouvrages remarqués sur les inscriptions minoennes de Chypre et d'Ougarit. Son livre qui analyse les boules trouvées à Enkomi et à Hala Sultan Tekké qui portent des noms propres est qualifié d'« excellente publication ». Un second volume, consacré au syllabaire chypro-minoen en élargissant le champ de ses recherches à Ougarit, est reçu comme un livre important,.
Elle fonde avec son mari en 1983 le Centre des études chypriotes.

### Études hittites
Dans les années 1980, elle se consacre plutôt aux études hittites et à l'héritage indo-européen, étudiant notamment le sanctuaire rupestre de Yazılıkaya (Turquie). Son ouvrage sur les douze dieux représentés à Yazilikaya, dont elle cherche les origines indo-européennes, est salué comme un « ouvrage original et solidement documenté » qui apporte « une éclatante confirmation des hypothèses » de Georges Dumézil. Le livre qu'elle consacre à l'héritage indo-européen dans la mythologie anatolienne est présenté par Bernard Sergent comme « un véritable manuel de la religion hittite ».
Elle publie aussi de nombreux articles et parcourt l'Europe et le Proche-Orient pour voir et toucher par elle-même les inscriptions qu'elle étudie.

### Vallée des Merveilles
Dans les années 1990, elle s'intéresse également aux signes rupestres de la Vallée des Merveilles près du Mont Bégo,. Son interprétation de ce site, dans lequel Émilia Masson voit un sanctuaire lié aux mythes indo-européens, est d'abord accueillie favorablement dans la presse,, mais condamnée dans le monde préhistorien.
Une polémique, qui s'exprime par des articles parus dans les Comptes rendus de l'académie des sciences, l'oppose notamment à Henry de Lumley, qui conteste l'existence des motifs rupestres qu'Émilia Masson discerne dans ce qu'elle appelle une « grotte sacrée ». Pour Henry de Lumley et son équipe, il s'agit de simples lichens et algues aérophiles. Cette polémique trouve des échos dans la presse,.
En février 2017, Émilia Masson publie un livre en forme de témoignage consacré à la vie et à la mort de sa fille Ariane. Émilia Masson meurt emportée par la maladie le 7 août 2017 dans le 14e arrondissement de Paris. Après sa mort, sa fille Diane Masson fait don au Centre d’Études Chypriotes de la bibliothèque de ses parents.

## Principaux livres
- Recherches sur les plus anciens emprunts sémitiques en grec (Thèse de doctorat de 3e cycle), Paris, Klincksieck, coll. « Études et commentaires » (no 47), 1967, 128 p.[3],[4],[5],[6],[7],[8],[9].
- Étude de vingt-six boules d’argile inscrites trouvées à Enkomi et à Hala Sultan Tekké (Chypre), Göteborg, 1971, P. Åström, coll. « Studies in Mediterranean archaeology » (no 31, 1), 1971, 38 p. (lire en ligne)[10],[11].
- Cyprominoica : répertoires, documents de Ras Shamra : essais d’interprétation, Göteborg, Paul Åströms Förlag, coll. « Studies in Mediterranean archaeology » (no 31, 2), 1974 (lire en ligne)[12],[13].
- Le panthéon de Yazılıkaya, nouvelles lectures, Paris, ADPF - Institut français d'études anatoliennes, coll. « Recherche sur les grandes civilisations. Synthèse » (no 3), 1981, 77 p. (ISBN 978-2865380121, lire en ligne).
- Les douze dieux de l’immortalité : croyances indo-européennes à Yazılıkaya, Paris, Belles Lettres, coll. « Vérité des mythes » (no 4), 1989, 231 p. (ISBN 978-2251324173)[14].
- Le combat pour l’immortalité : héritage indo-européen dans la mythologie anatolienne, Paris, Presses universitaires de France, coll. « Ethnologies », 1991, 346 p. (ISBN 978-2-13-043775-8, lire en ligne)[16].
- Vallée des Merveilles : un berceau de la pensée religieuse européenne, Dijon, Faton, coll. « Dossiers d’archéologie », 1993, 144 p. (ISBN 978-2878440119).
- Kikkuli (trad. du hittite par Émilia Masson), L'Art de soigner et d'entraîner les chevaux, Favre, 1998, 125 p. (ISBN 978-2828905422).
- Émilia Masson et Laurent Dubois (dir.), Philokypros : mélanges de philologie et d’antiquités grecques et proche-orientales dédiés à la mémoire d’Olivier Masson, Salamanca, coll. « Suplementos a Minos » (no 16), 2000, 316 p. (ISSN 0544-3733)[28].

### Notices biographiques
- Antoine Hermary, « In memoriam Emilia Masson (1940-2017) », Cahiers du Centre d’Études Chypriotes, no 47,‎ 2017, p. 9–13 (ISSN 0761-8271, DOI 10.4000/cchyp.305, lire en ligne, consulté le 3 juillet 2022).
- Raphaël Nicolle, « Émilia Masson (1940-2017) », Semitica et Classica, vol. 10,‎ 2017, p. 269–274 (ISSN 2031-5937, DOI 10.1484/J.SEC.5.114965, lire en ligne, consulté le 3 juillet 2022).